# Società di Ginnastica e Scherma Fortitudo
La Società di Ginnastica e Scherma Fortitudo, fondata il 30 dicembre 1907, è stata un'antica polisportiva romana che si distinse particolarmente nell'ambito del calcio negli anni venti e nell'ambito del basket capitolino dagli anni cinquanta in poi.
La società nacque grazie ad una donazione di Pio X ai frati Fratelli di Nostra Signora della Misericordia: il papa regalò loro un'area a Piazza Adriana sita alle spalle di Castel Sant'Angelo dove nel ventunesimo secolo è presente la sede della società.
La sua squadra calcistica, istituita l'8 dicembre 1908, aveva una divisa rosso chiaro bordata di blu scuro, e come simbolo la lupa capitolina che spiccava sulle casacche.

## Storia

La Fortitudo nel 1918, prima della fusione con la Società Sportiva Pro Roma

Ferraris IV e Bernardini giovanissimi, avversari in un derby con le maglie della Fortitudo e della Lazio

### Gli inizi
Nella scuola Pio IX, situata in Piazza Adriana (prima Piazza Pia), nel rione di Borgo, già da quattro anni operava l'Associazione del Sacro Cuore di Gesù in Borgo, fondata da quattro confratelli di Nostra Signora della Misericordia: Fratel Damaso, Fratel Porfirio (al secolo Augusto Ciprari Roma 30 ottobre 1879 - Roma 7 maggio 1967), Fratel Terenzio e Fratel Faustino. L'intento dell'associazione, era quello di riunire gli ex alunni del Pio IX in un ambiente religioso e sportivo. Furono poi Enrico Dupont e Brunner della società Polisportiva "Lazio" e "Cristoforo Colombo" a lanciare l'idea di formare una Sezione Sportiva in seno all'Associazione, che partecipasse alle gare Regionali e Nazionali di Ginnastica. Quest'idea riscontrò però diversi problemi di tipo tecnico e organizzativo, nonostante l'impegno di Fratel Damaso. Come professore venne scelto Aldo Salvatori Nobili, un ex colonnello dell'esercito.
Verso la fine di dicembre di quell'anno, Fratel Damaso, stimolato da alcuni ex alunni dell'istituto chiese a Nobili di organizzare un sodalizio ginnico sportivo in seno all'Associazione. Il professore accettò l'incarico con determinazione e chiese ai suoi allievi di trovare un nome per il nuovo sodalizio. Si discusse così attorno alle proposte di battezzare la neonata come "Adriana", "Giovane Roma", "Romulea", ma alla fine fu il giovane ginnasta, Luigi Bisignani, a estrarre dal cilindro il suggestivo "Fortitudo". L'accordo era dunque trovato e il 30 dicembre 1907 la Fortitudo iniziò a vivere; un gruppo di atleti era stretto attorno al loro istruttore Colonnello Nobili e a Fratel Damaso, bisognava dare un nome alla nuova società, sceglierne i colori. Ad un tratto una persona gridò: "Fortitudo!"; l'aveva strillato il più giovane degli atleti; la cosa piacque e: "Viva la Fortitudo!", gridarono tutti. I colori: rosso e blu; rosso come il sangue, blu come il cielo. Da quel momento un susseguirsi di vittorie, una gloria sempre crescente che nacque tutto in un cortile, tra schiamazzi e preghiere, cominciarono a rimbalzare i sogni a sfera di centinaia di ragazzi. Una palla di gomma e cuoio, era la musa ispiratrice di tanti giochi, il divertimento preferito dei giovani di Borgo e di tanti rioni che sorgevano all'ombra di piazza San Pietro, che si univa alla curiosità e all'interesse per le nuove scoperte del secolo.
All'atletica e al ciclismo si affiancava un'altra disciplina: il calcio. E in questo sport si affermava come leader di Roma nonché come agguerrita avversaria della Pro Vercelli e di altre squadre del Nord che dettavano legge nel calcio nazionale. A rinforzare la squadra di calcio, si aggiunsero i giocatori del FC Aiglon Robur in Fide, squadra nata nel 1905 che fu assorbita dalla Fortitudo nel 1909.
Dal campetto di Piazza Adriana a quelli regolari di Piazza d'Armi prima e di Madonna del Riposo in seguito.
La Fortitudo giocava nel Campo Aurelio Madonna del Riposo, un piccolo impianto sito all'interno della Pineta Sacchetti. Il pubblico che seguiva la squadra veniva principalmente dal popolare Rione Borgo nel quale la società aveva la propria sede.
La società era stata fondata da un gruppo di frati della comunità di Nostra Signora della Misericordia; la maggior parte dei dirigenti societari erano quindi dei religiosi. Tra questi spiccava la figura di Fra' Porfirio Ciprari, il quale svolgeva contemporaneamente sia il ruolo di presidente che quello di allenatore. Nel 1926 assorbì la Pro Roma, onde partecipare con maggior forza al nuovo campionato di Divisione Nazionale, e assunse il nome di Società Fascista Fortitudo Pro Roma.

### La fusione nell'AS Roma
Nel primo dopoguerra il calcio iniziò a volgere verso il professionismo e la Fortitudo preferì seguire tale corrente.
Le trattative per la creazione del nuovo club coinvolsero, in un primo momento, solo le tre maggiori società capitoline: Alba, Fortitudo e Lazio. La trattativa però si arenò sulle percentuali di debito dei vari club che il nuovo sodalizio avrebbe dovuto ereditare e sul nome che avrebbe assunto. A quel punto alla Lazio subentrò il Roman, che aveva la disponibilità per far fronte alle necessità economiche ed una solida organizzazione societaria. Il contributo di questo fu, infatti, determinante più sul piano amministrativo che su quello prettamente sportivo. La quasi totalità dei calciatori della neonata società vennero forniti da Alba e Fortitudo, mentre il Roman diede la sede sociale e diversi dirigenti. Italo Foschi, presidente rossoblu, presiedette, insieme all'onorevole Ulisse Igliori (membro del direttorio nazionale del PNF), al percorso che portò alla fusione Fortitudo-Pro Roma, Alba e Roman nell'Associazione Sportiva Roma. Questa prese dalla Fortitudo lo stemma ufficiale, modificandolo cambiando i colori con quelli del Roman e inserendo la scritta "ASR" al di sotto della lupa capitolina. Tra i giocatori che la squadra diede all'AS Roma vengono ricordati in particolare Attilio Ferraris IV, primo capitano della storia giallorossa, il portiere Giuseppe Rapetti, i terzini Giovanni Corbjons e Mario De Micheli e i centrocampisti Enrico Cappa, Corrado Scocco e Carlo Zamporlini. Il già citato Italo Foschi è stato inoltre il primo presidente della squadra capitolina.

### Rifondazione e scioglimento
La polisportiva S.G.S. Fortitudo continuò comunque a svolgere attività ciclistica e ginnica. Nel luglio 1929 il Direttorio Federale autorizzò la ricostituzione della sezione calcio della Fortitudo che ripartì così dalla Terza Divisione. Nel 1948 la Federazione decise un ulteriore finale rimborso iscrivendo a tavolino la squadra nella Promozione, gestita dalla Lega Interregionale Centro. Nel 1955 vi è lo scioglimento della sezione.

### 75º anniversario
La Fortitudo decise di festeggiare anche i suoi 75 anni. Nei festeggiamenti venne ricordato il vero fondatore di questa società: Fra Damaso decise di aprire questa società sportiva dalle numerose sollecitazioni dei ragazzi che giocavano a calcio nella piccola parrocchia del Sacro Cuore di Gesù in Borgo, considerato lo svago preferito in quel quartiere.
Il calcio è stato solo l’inizio di una società che si ampliò con la presenza di altre attività sportive tra cui soprattutto il basket.

### Periodo di crisi
La Fortitudo poco prima di festeggiare il suo centenario attraversò un periodo di crisi economica, rischiando di non avere più una sede. La società era a rischio sfratto, senza trovare una nuova sede. L'INPS che possedeva la palestra dove presiedeva la Fortitudo, decise di affittare la proprietà alla LUMSA, un'università cattolica di Roma, così la Fortitudo fu obbligata a cercare una nuova sede entro il periodo prestabilito.
Alla questione si introdusse anche il Capo di Stato Oscar Luigi Scalfaro che con un suo intervento permise di rinnovare l’affitto permettendo così alla società di rimanere a piazza Adriana.

### Il centenario
Nel 2008 la Fortitudo festeggiò cento anni, che vennero celebrati nella scuola Pio IX, a via Cavalieri del Santo Sepolcro. La celebrazione cominciò da una santa messa, compiuta dai Fratelli della Nostra Signora della Misericordia, seguita poi dalla premiazione ufficiale. È proprio in questa occasione lo stesso Francesco Totti, avendo ottenuto il suo primo tesseramento in carriera con la Fortitudo, ha voluto far giungere alla sua antica società un saluto scritto. In questa lettera Totti ringrazia per aver ricevuto il suo primo allenamento da Armando Trillò in questa società, che ha anche contribuito a formare la Roma stessa.
Grande ringraziamento è stato anche ricevuto da parte del presidente del Coni Giovanni Petrucci, per il sodalizio con la Fortitudo, che rappresenta una delle società di pallacanestro più antiche di Roma e da cui si sono visti nascere e crescere grandi campioni sportivi italiani. Sono stati ricevuti gli auguri da parte dell’ex Presidente del Consiglio dei Ministri Silvio Berlusconi.
Grandi personaggi hanno partecipato al compleanno della Fortitudo, presentati e raccontati da Fratel Ambrogio, uno dei rappresentanti della società, arrivato a Roma 47 anni prima. Alla premiazioni a seguito una mostra, d'immagini e di testi che rappresentano un secolo di lavoro con e per i ragazzi di Borgo e Prati.

## Basket

### Anni ‘40
Nel 1949 Fratel Porfirio, in accordo con l'allora preside dell'Istituto Pontificio Pio IX Antonio Valci, fondarono la squadra di pallacanestro dell'associazione sportiva Fortitudo.

### Anni ‘50
Nella stagione 1951-1952 l'allora presidente dell'associazione sportiva Fortitudo costruì il primo campo da pallacanestro, segnando il suo definitivo ingresso nei campionati nazionali. Proprio in quella stessa stagione la squadra affrontò mirabilmente il campionato di Serie C regionale, piazzandosi quarta, dietro a squadre di grande prestigio quali: P.T.T., il Civitavecchia e il III Zat. Anche la seconda squadra, costituita da giocatori del settore giovanile, affrontò mirabilmente il campionato di I Divisione F.I.P. conquistando il terzo posto; nel medesimo anno Fratel Carlo allenò una squadra di giovanissimi che disputò nel campionato juniores piazzandosi al secondo posto. Nell’estate del 1952, la squadra partecipò al torneo estivo della città di Spoleto, questa manifestazione di rilevanza nazionale fu affrontata mirabilmente dai ragazzi rosso-blu. Nella stagione del 1952-53 la Fortitudo si fuse con la Italcable, disputando il campionato di Serie C regionale, dope però non si raggiunsero i risultati sperati; Per queste motivazioni nell’annata sportiva successiva (1953-54) la Fortitudo si fuse con l’A.S. Roma Calcio, ciò non determinò la scomparsa della Fortitudo basket che per volontà di F. Carlo, partecipò al campionato C.S.I. giovanile dove sai aggiudicarono il secondo posto. L’anno successivo arrivò ad incrementare le linee della squadra Ugo Mearelli, portando con sé tre suoi compagni di classe dell’istituto Nazzareno, il quale divenne presto un importante punto di riferimento per tutta la squadra.

### Anni ‘60
Tra il 1959 e il 1964 la Fortitudo, forte dei nuovi innesti degli anni ’50, riuscì ad aggiudicarsi due titoli regionali di Serie B; a seguito dell’ultimo titolo la squadra ottenne la promozione in Serie C nazionale, i primi anni nel campionato nazionale non furono coronati da particolari successi, finché nel 1967 la Fortitudo sfiorò la vittoria del campionato. A seguito della morte di F. Porfirio nell’estate del 1967 le redini dell’intera società furono affidate a F. Luigi, il quale apporterà delle modifiche allo staff tecnico e alla rosa, nella speranza di compiere il passo decisivo e aggiudicarsi il titolo nazionale,ma le suddette aspettative non furono soddisfatte, e negli successivi la Fortitudo non riuscì ad aggiudicarsi il titolo, ciò nonostante mantenne il posto in cima alla classifica.

### Anni ‘70
La stagione 1970-71 rispecchiò l’andamento del decennio passato, perciò si decise di cambiare lo staff tecnico e di incrementare, non badando a spese, di rafforzare le linee, ma perdurò l’insuccesso della squadra cestistica e gran parte della dirigenza diede le dimissioni; a fronte di ciò la Fortitudo venne accorpata alla Virtus Roma, che portò profondi cambiamenti in ambedue le società. Le società unite raggiunsero la promozione nella stagione 1974-75 nel campionato di Serie B. Successivamente la squadra fu retrocessa in Serie C e si incrinarono i rapporti tra la dirigenza della Virtus Roma e la congregazione dei Fratelli Di Nostra Signora Della Misericordia. La squadra rimase in Serie C sino al 1979, anno in cui si decise di dividere in due sottoserie (C1 e C2) il torneo nazionale, alla fine del quale (nella stagione 1979-80) la Fortitudo fu retrocessa in Serie C2.

### Anni ‘80
Nella stagione 1980-81 la squadra riuscì a tornare in Serie C2 e a seguito della fusione con la Lazio la squadra raggiunse la Serie C1, dove disputò con scarsi risultati fino al 1985, anno della retrocessione in C2, dove la squadra rimase fino alla fine del decennio.

### Anni ‘90
Nei primi anni del decennio la Fortitudo raggiunse la Serie B, dalla quale mancava da oltre dieci anni, riuscì a mantenere una posizione di media classifica fino alle difficoltà economiche del biennio 1992-1994, che costrinsero la società a notevoli restrizioni economiche che la portarono alla retrocessione in C1 e successivamente in C2. Solo nella stagione 1998-99 la squadra riottenne la promozione in C1.

#### Settore giovanile
Negli anni '90 la Fortitudo ha confermato la buona tradizione a livello giovanile, sia come risultati conseguiti sia come valorizzazioni di individui. Il raggiungimento della Serie B2 è ottenuto anche grazie al contributo del giovane Saverio Coltellacci, che viene così ingaggiato da Fabriano per la Serie A2.
I Cadetti del 1992-93 ottengono risultati importanti perdendo per due volte di soli 2 punti nel campionato ufficiale contro l'Azzurra che in quell'anno vanta numerosi giocatori in prestito dalla Virtus Roma, la storica società di Serie A del basket capitolino (tra cui l'ala di 2,05 m Monti che sarà nel giro della Nazionale maggiore nel giro di pochi anni), e una volta sempre per 2 punti in un quadrangolare amichevole estivo contro i pari età della stessa Virtus Roma, dove nel frattempo era stato trasferito lo stesso Monti. Di lì a pochi giorni, si disputarono le Finali nazionali dei Cadetti, dove le squadre cadetti contro cui i fortitudini si erano battagliate alla pari durante l'anno, arrivarono 4° (Virtus Roma) e 9° (l'Azzurra). Nel campionato federale, tuttavia, la squadra fortitudina mancò l'accesso alle finali Interregionali solamente per differenza di punti.
L'ossatura di questa squadra Cadetti era formata da un misto di elementi delle classi 1975 e 1976. L'anno successivo, il 1993-94, si aggiunsero alcuni elementi in prestito dalla Virtus Roma e la rosa era decisamente ambiziosa; per evitare le compagini giovanili delle squadre di Serie A, si iscrisse la squadra al torneo Juniores federale ma non quello di Eccellenza. La squadra ebbe un percorso netto per tutto l'anno: dal girone regionale, alle finali interregionali, fino alle Finali nazionali ad Umbertide furono solo vittorie, fino alla finalissima, dove venne sconfitta da una compagine triestina.
Nel frattempo, nuove leve si continuavano a formare, su tutte Tommaso Plateo, talentuoso play-guardia classe 1978, che poi ebbe una carriera in Serie A.
In generale, la Fortitudo in campo giovanile è stata storicamente nel novero delle 5-6 squadre che a Roma vengono dopo le giovanili della Virtus Roma, che dai primi anni 80 in poi ha potuto vantare risorse economiche imparagonabili alle altre. La Fortitudo si è caratterizzata per coltivare una concezione collettiva del gioco del basket, valorizzando il giocatore nel contesto di squadra e non cercando l'evidenziazione dell'individuo, anche quando questi mostrava eccellenza. Particolare attenzione nella scuola basket fortitudina era riservata al gioco in transizione veloce.

## Calcio
Tutto iniziò con i fortitudiani che, tra un allenamento ginnico e l'altro, presero confidenza con il pallone e improvvisarono nel cortile-palestra le prime partite. Il primo campo della Fortitudo fu la sterminata distesa di Piazza d'Armi. I fortitudiani (i primi soci atleti) organizzarono due squadre ed esordirono l'8 novembre scegliendo come squadra avversaria l'Ardor. La squadra si allenò anche con delle sessioni di kicking the football: kicking è l'atto di portare avanti la palla colpendola con il piede o con lo stinco. Il capitano della squadra era stato individuato nel fratello Giovanni, il vicecapitano era Gilberto Comandini, invece, i consiglieri erano Ilario Mazzarini e Angelo Sansoni. Successivamente il marchese Giovanni Sacchetti diede alla Fortitudo un grande campo di gioco all'Aurelio presso la chiesetta della Madonna del Riposo. La Fortitudo si muoveva come un meccanismo perfetto e poteva portare a termine un incontro anche in deficienza numerica, perché tutti i giocatori sapevano occupare le zone del campo in maniera adeguata. Ogni giocatore aveva il suo pubblico: quello che voleva vedere la squadra giocare e quello che la voleva vedere vincere.
A partire dal 1910, con l'istituzione del Comitato regionale del Lazio in seno alla FIGC, il calcio romano e laziale iniziò a strutturarsi e iniziò l'attività sportiva del club. Inizialmente i tornei del Lazio vennero relegati alla III Categoria. Questi tornei vennero largamente dominati dalla Lazio: i primi due videro la partecipazione di poche squadre, mentre nel 1912 si arrivò a 6 squadre. Dalla stagione 1912-13 il campionato di calcio assunse una forma nazionale: i tornei regionali della Lega Sud vennero promossi a Prima Categoria; i primi due campionati vennero - come di consueto in quegli anni - dominati dalla Lazio. La Fortitudo partecipò al torneo di Promozione laziale nella stagione 1912-13 vincendo e passando quindi in Prima Categoria. Qui giunse stabilmente in quarta posizione nelle due seguenti stagioni. Le successive eliminatorie interregionali vennero interrotte ad una partita dal termine a causa del conflitto bellico. La Fortitudo nel periodo bellico della prima guerra mondiale vinse due edizioni della Coppa di Natale quella del 1915 e quella del 1916. Inoltre nonostante il conflitto a Roma, vennero ugualmente disputati i Campionati Romani a cui parteciparono le società che potevano ancora allestire una rosa accettabile. La Fortitudo vinse quelle del 1915-16 e quello del 1917-18 con la prima squadra. Nel periodo bellico partecipò e arrivò seconda al Campionato Romano 1918-19, organizzato su due gironi di tre squadre con eventuale finale tra le vincenti dei gironi e svolto ad aprile 1919. Vi partecipano Lazio, Romana e Juventus Audax da una parte; Audace Roma, Fortitudo e Pro Roma dall'altra. Il titolo va alla Juventus Audax che fa valere la propria differenza reti nel doppio confronto di finale con la Fortitudo.

### Dalla ripresa dei tornei FIGC alla fusione del 1927

Uno stemma della Fortitudo dopo la fusione con la Pro Roma

L'albero genealogico dell'AS Roma

Il conflitto bellico sovvertì le gerarchie nel calcio romano, i tornei ripresero nel 1919. La società seguì un approccio professionistico e vinse tre campionati laziali consecutivi dal 1919 al 1922, affermandosi come una delle migliori squadre del centro-meridione, in grado di creare difficoltà persino alle compagini toscane. Nella stagione 1919-20, dopo aver compiuto l'impresa di eliminare il Pisa campione toscano in semifinale, perse di misura la finale centro-meridionale contro il Livorno, mentre nella stagione 1920-21 si fermò in semifinale, eliminato dal Pisa a causa della sconfitta interna di misura nello scontro diretto (dopo che all'andata i romani erano riusciti a strappare un pari in trasferta). Nella stagione 1921-22, approfittando del trasferimento delle compagini toscane nei gironi settentrionali e battendo per 2-0 la Puteolana in finale, la squadra vinse il campionato di Lega Sud, accedendo quindi alla finalissima, venendo però sconfitta dalla Pro Vercelli in entrambe le partite (0-3 all'andata e 2-5 al ritorno). 
Seguono tre stagioni nelle quali la squadra termina stabilmente in terza posizione nel girone eliminatorio laziale dietro ad Alba e Lazio, mancando dunque la qualificazione alle semifinali. Nella stagione 1925-26 i rossoblù giungono secondi nel girone eliminatorio laziale e secondi nel girone di semifinale di Lega Sud. Il 2 agosto 1926 la Carta di Viareggio, previa fusione rafforzativa con la Pro Roma, ammise la Fortitudo in Divisione Nazionale, torneo di massima serie finalmente unificato tra Nord e Sud, insieme a Alba e Napoli. Il torneo 1926-27 fu però disastroso: la Fortitudo Pro Roma chiuse ultima nel girone B di Divisione Nazionale, totalizzando solo cinque punti in diciotto partite e retrocedendo in Prima Divisione. L'unica impresa della stagione fu l'inaspettata vittoria per 4-2 in casa contro il Torino, squadra che in quella stagione avrebbe poi vinto lo scudetto (anche se le fu revocato per il Caso Allemandi). Nel 1927 Alba Audace, Fortitudo Pro Roma e Roman si fusero fondando l'Associazione Sportiva Roma. Dalla stagione successiva la lupa capitolina verrà usata come simbolo dalla Roma, che riuscì ad ottenere nel suo primo anno una difficile salvezza, e nel secondo un terzo posto nel girone A. Risultati più che buoni se rapportati a quelli ottenuti dalle altre compagini della ex Lega Sud.

### Dalla rifondazione allo scioglimento
Dopo la rifondazione del 1929, la squadra disputò i campionati laziali di Prima, Seconda e Terza Divisione, senza riuscire a lottare per la promozione in Serie C. Curò particolarmente il proprio "vivaio", organizzando il torneo Sacchetti (importante competizione giovanile locale) e lanciando numerosi giovani che poi sarebbero stati ingaggiati da squadre ben più importanti.
Con la ripresa dei campionati regolari dopo la conclusione della seconda guerra mondiale, militò per tre stagioni consecutive alla Prima Divisione Laziale, venendo ammessa a tavolino in Promozione per la stagione 1948-49. In quella successiva giunse diciottesima: retrocedette quindi in Prima Divisione, dove giocherà per altre due stagioni.